# Attica (Nova York)
Attica és una població dels Estats Units a l'estat de Nova York. Segons el cens del 2000 tenia 2.597 habitants.

## Demografia
Segons el cens del 2000, Attica tenia 2.597 habitants, 1.072 habitatges, i 709 famílies. La densitat de població era de 596,8 habitants/km².
Dels 1.072 habitatges en un 33,1% hi vivien nens de menys de 18 anys, en un 49,3% hi vivien parelles casades, en un 13,1% dones solteres, i en un 33,8% no eren unitats familiars. En el 29,8% dels habitatges hi vivien persones soles l'11,8% de les quals corresponia a persones de 65 anys o més que vivien soles. El nombre mitjà de persones vivint en cada habitatge era de 2,42 i el nombre mitjà de persones que vivien en cada família era de 3.
Per edats la població es repartia de la següent manera: un 25,8% tenia menys de 18 anys, un 8,9% entre 18 i 24, un 29,8% entre 25 i 44, un 21,9% de 45 a 60 i un 13,6% 65 anys o més.
L'edat mediana era de 36 anys. Per cada 100 dones de 18 o més anys hi havia 91,8 homes.
La renda mediana per habitatge era de 40.234 $ i la renda mediana per família de 47.049 $. Els homes tenien una renda mediana de 35.729 $ mentre que les dones 22.007 $. La renda per capita de la població era de 18.732 $. Entorn del 6,9% de les famílies i el 9,9% de la població estaven per davall del llindar de pobresa.